# Tiro com arco nos Jogos Olímpicos de Verão de 1972 - Individual feminino
A prova individual feminina do tiro com arco nos Jogos Olímpicos de Verão de 1972 de 7 a 10 de setembro daquele ano no Englischer Garten, em Munique, Alemanha. O evento consistiu em uma rodada dupla FITA. Para cada rodada, o arqueiro disparou 36 flechas em cada uma das quatro distâncias – 70, 60, 50 e 30 metros. A pontuação mais alta para cada flecha foi de 10 pontos, dando um máximo possível de 2.880 pontos.

## Recordes
Os seguintes novos recordes olímpicos foram estabelecidos durante esta competição.
| Recorde      | Rodada    | Nome             | Nação              | Pontuação | OR |
| ------------ | --------- | ---------------- | ------------------ | --------- | -- |
| Rodada única | Primeiro  | Irena Szydłowska | POL Polônia        | 1224      | OR |
| Rodada única | Segundo   | Doreen Wilber    | USA Estados Unidos | 1226      | OR |
| Rodada dupla | Combinado | Doreen Wilber    | USA Estados Unidos | 2424      | OR |

## Medalhistas
A campeã foi a estadunidense Doreen Wilber, enquanto Irena Szydłowska, da Polônia, e Emma Gapchenko, da União Soviética, completaram o pódio com o segundo e terceiro lugar.
| Ouro   | USA Doreen Wilber    |
| Prata  | POL Irena Szydłowska |
| Bronze | URS Emma Gapchenko   |

## Resultados
| Pos. | Arqueira               | País                   | Rodada 1 Pts | Parcial | Rodada 2 Pts | Parcial | Total      |
| 1    | Doreen Wilber          | USA Estados Unidos     | 1198         | 4       | 1226 (RO)    | 1       | 2424 (RO)  |
| 2    | Irena Szydłowska       | POL Polônia            | 1224 (RO)    | 1       | 1183         | 9       | 2407       |
| 3    | Emma Gaptchenko        | URS União Soviética    | 1201         | 2       | 1202         | 3       | 2403       |
| 4    | Keto Lossaberidze      | URS União Soviética    | 1195         | 6       | 1207         | 2       | 2402       |
| 5    | Linda Myers            | USA Estados Unidos     | 1200         | 3       | 1185         | 6       | 2385       |
| 6    | Maria Mączyńska        | POL Polônia            | 1173         | 12      | 1198         | 5       | 2371       |
| 7    | Kim Ho-Gu              | KOR Coreia do Sul      | 1195         | 6       | 1174         | 11      | 2369       |
| 8    | Alla Peounova          | URS União Soviética    | 1180         | 10      | 1184         | 7       | 2364       |
| 9    | Terene Donovan         | AUS Austrália          | 1189         | 8       | 1167         | 13      | 2356       |
| 10   | Francisca de Gutiérrez | MEX México             | 1198         | 4       | 1155         | 16      | 2353       |
| 11   | Mary Grant             | CAN Canadá             | 1148         | 21      | 1202         | 3       | 2350       |
| 12   | Ju Chun-Sam            | KOR Coreia do Sul      | 1179         | 11      | 1170         | 12      | 2349       |
| 13   | María Teresa Romero    | ESP Espanha            | 1169         | 13      | 1178         | 10      | 2347       |
| 14   | Natjav Dariimaa        | MGL Mongólia           | 1189         | 8       | 1152         | 17      | 2341       |
| 15   | Aurora Breton          | MEX México             | 1151         | 19      | 1184         | 7       | 2335       |
| 16   | Lynne Evans            | GBR Grã-Bretanha       | 1156         | 18      | 1157         | 15      | 2313       |
| 17   | Yoshiko Akayama        | JPN Japão              | 1162         | 15      | 1139         | 20      | 2301       |
| 18   | Jadwiga Wilejto        | POL Polônia            | 1165         | 14      | 1132         | 22      | 2297       |
| 19   | Maj-Britt Johansson    | SWE Suécia             | 1157         | 16      | 1126         | 23      | 2283       |
| 20   | Kim Hyang-Min          | KOR Coreia do Sul      | 1157         | 16      | 1118         | 25      | 2275       |
| 21   | Carol Sykes            | GBR Grã-Bretanha       | 1115         | 26      | 1158         | 14      | 2273       |
| 22   | Agnes Hamvas           | HUN Hungria            | 1151         | 19      | 1114         | 27      | 2265       |
| 23   | Silvia de Tapia        | MEX México             | 1145         | 22      | 1113         | 28      | 2258       |
| 24   | Nelly Wies-Weyrich     | LUX Luxemburgo         | 1144         | 23      | 1108         | 33      | 2252       |
| 25   | Pauline Edwards        | GBR Grã-Bretanha       | 1106         | 29      | 1143         | 18      | 2249       |
| 26   | Erna Pedersen          | DEN Dinamarca          | 1111         | 27      | 1133         | 21      | 2244       |
| 27   | Herrad Frey            | FRA França             | 1121         | 24      | 1109         | 30      | 2230       |
| 28   | Maureen Bechdolt       | USA Estados Unidos     | 1106         | 29      | 1112         | 29      | 2218 (287) |
| 29   | Lilli Lentz            | DEN Dinamarca          | 1109         | 28      | 1109         | 30      | 2218 (286) |
| 30   | Ursula Bueschking      | FRG Alemanha Ocidental | 1078         | 32      | 1122         | 24      | 2200       |
| 31   | Pierrette Dame         | FRA França             | 1056         | 35      | 1140         | 19      | 2196       |
| 32   | Marjory Saunders       | CAN Canadá             | 1083         | 31      | 1109         | 30      | 2192       |
| 33   | Sally Svendlin         | SUI Suíça              | 1119         | 25      | 1072         | 37      | 2191       |
| 34   | Anna-Lisa Berglund     | SWE Suécia             | 1070         | 34      | 1115         | 26      | 2185       |
| 35   | Carla Nolpa            | FRG Alemanha Ocidental | 1074         | 33      | 1091         | 35      | 2165       |
| 36   | Doljin Demberel        | MGL Mongólia           | 1040         | 36      | 1102         | 34      | 2152       |
| 37   | Tjoeij Lin Alienilin   | INA Indonésia          | 1012         | 38      | 1088         | 36      | 2100       |
| 38   | Shue Meei-Shya         | ROC República da China | 1038         | 37      | 988          | 38      | 2026       |
| 39   | Viola Muir             | CAN Canadá             | 981          | 40      | 974          | 39      | 1955       |
| 40   | Brit Stav              | NOR Noruega            | 1003         | 39      | 926          | 40      | 1929       |